# Kristján Andrésson
Kristján Andrésson (* 27. März 1981 in Eskilstuna, Schweden) ist ein isländischer Handballtrainer und ehemaliger Nationalspieler. Er trainierte zwischen 2016 und 2020 die schwedische Männer-Handballnationalmannschaft.

## Karriere
Kristján Andrésson begann das Handballspielen in seiner Geburtsstadt bei HK Eskil. Mit der Jugendmannschaft seines Jahrgangs wurde er schwedischer Vizemeister. Im Finale scheiterte er an Växjö HK, in dessen Reihen Jonas Källman stand. Im Jahre 1999 wechselte der im mittleren Rückraum spielende Akteur zum schwedischen Erstligisten IF Guif.
Kristján Andrésson gehörte dem Kader der isländischen Nationalmannschaft an, für die auch sein Vater Andrés Kristjánsson auflief. Mit Island nahm er an den Olympischen Spielen 2004 teil. Insgesamt erzielte er 10 Treffer in 13 Länderspielen.
Im Oktober 2004 zog sich Kristján Andrésson eine Kreuzbandverletzung zu. In der 2. Hälfte der Saison 2004/05 kehrte er wieder aufs Spielfeld zurück. Zwar lief Kristján Andrésson zu Beginn der darauffolgenden Spielzeit nochmals für Guif auf, jedoch zog er sich im Oktober 2005 erneut eine Knieverletzung zu. Infolgedessen beendete er seine Karriere. 2006 wurde er Co-Trainer von Guif. Nachdem Guif in der Saison 2006/07 lediglich den 11. Platz belegte, wurde er zum Trainer befördert. Unter seiner Leitung wurde Guif zweimal schwedischer Vizemeister. Im Sommer 2016 beendete er seine Tätigkeit bei Guif und übernahm das Traineramt der schwedischen Nationalmannschaft. Unter seiner Führung zog Schweden in das Finale der Europameisterschaft 2018 ein. Von Juli 2019 bis Februar 2020 trainierte er den deutschen Verein Rhein-Neckar Löwen. Zwischen Januar 2021 und Mai 2023 war Kristján Andrésson bei IF Guif als Sportdirektor tätig. Im Oktober 2023 wurde er als Ausbilder für die Trainer des schwedischen Vereins Ludvika HF vorgestellt. Seit Januar 2025 ist er als strategischer Berater Guif tätig.